# 沃戈尼亚
沃戈尼亚（義大利語：Vogogna），是意大利韦尔巴诺-库西亚-奥索拉省的一个市镇。总面积15平方公里，人口1748人，人口密度116.5人/平方公里（2009年）。ISTAT代码为103077。

## 友好城市
- 法國朗松普罗旺斯